# ポピンズ (アイドルグループ)
ポピンズとは、1980年代後半に日本で活動していた二人組の女性アイドルグループ。
1984年7月2日、中学二年生だった二人は「歌手になろう」とお互いに決意を固め、その決心が鈍らないように将来の予定を交換日記に記すことにした。オーディション雑誌『De☆View』などを参考に、多くのアイドルオーディションに履歴書を送付するようになる。
その後、名古屋テレビのタレントオーディション番組『でたがりサンデー45』（ローカル番組）の出演をきっかけとしてデビューへの足掛かりをつける。
1986年4月21日、『妖精ポピンズ』（作詞：売野雅勇、作曲：井上大輔）でCBS SONYよりデビュー。担当ディレクターは若松宗雄。メジャーデビュー前は仮のグループ名として「エミちゃんズ」（二人とも名前に「えみ」があるため）と呼ばれていた。
シングル4枚、アルバム1枚を発表して解散。
当時の所属事務所は、吉本興業東京支社（SSM）。

## メンバー
- 金子恵実（かねこ えみ、1970年12月26日（54歳） - ）、血液型A型　愛知県名古屋市出身 153cm。39kg。
- 芳賀絵己子（はが えみこ、1970年10月14日（54歳） - ）、血液型O型　愛知県名古屋市出身 153cm。39.5kg

## 音楽
- 全てのシングル・アルバムはCBS・ソニーからリリースされた。

### シングル
| # | 発売日         | A/B面 | タイトル               | 作詞       | 作曲       | 編曲       | 規格品番  |
| - | -------------- | ----- | ---------------------- | ---------- | ---------- | ---------- | --------- |
| 1 | 1986年 4月21日 | A面   | 妖精ポピンズ           | 売野雅勇   | 井上大輔   | 清水信之   | 07SH-1760 |
| 1 | 1986年 4月21日 | B面   | ストロベリー・プリンス | 亜伊林     | 馬飼野康二 | 馬飼野康二 | 07SH-1760 |
| 2 | 1986年 7月21日 | A面   | くちびるH/2            | 売野雅勇   | 長沢ヒロ   | 鷺巣詩郎   | 07SH-1794 |
| 2 | 1986年 7月21日 | B面   | 渚の軽井沢             | 売野雅勇   | 尾関裕司   | 鷺巣詩郎   | 07SH-1794 |
| 3 | 1986年 10月1日 | A面   | ホワイト・ランデヴー   | 城戸真亜子 | 馬飼野康二 | 馬飼野康二 | 07SH-1822 |
| 3 | 1986年 10月1日 | B面   | 好きしてKISSして       | 城戸真亜子 | 馬飼野康二 | 清水信之   | 07SH-1822 |
| 4 | 1987年 3月21日 | A面   | 春の街はアドベンチャー | 森雪之丞   | 都倉俊一   | 佐藤準     | 07SH-1889 |
| 4 | 1987年 3月21日 | B面   | 瞳でラブ・ソング       | 森雪之丞   | 都倉俊一   | 都倉俊一   | 07SH-1889 |

### アルバム

#### オムニバス・アルバム
- 女性アイドル自己紹介ソングス（2006年9月20日／PCCA-2333）
  - 「妖精ポピンズ」収録。

### タイアップ曲
| 年     | 楽曲                   | タイアップ                                                               |
| ------ | ---------------------- | ------------------------------------------------------------------------ |
| 1987年 | 春の街はアドベンチャー | ファミコン・ディスクシステム用ソフト「聖剣サイコカリバー」イメージソング |

## 出演

### ラジオ
- ぱぴぷぺポピンズ（1986年4月 - 9月、ニッポン放送） - レギュラーパーソナリティ、毎週土曜日21:30～22:00

### テレビ
- あぶない少年II（1988年、テレビ東京）

### CM
- 江崎グリコ プリッツ（1986年）

### その他
- 聖剣サイコカリバー（1987年、ゲームイメージキャラクター）

## 受賞歴
- 第5回メガロポリス歌謡祭 優秀新人エメラルド賞（1986年）[4]